# Светлана
Светлана је старо руско, украјинско, белоруско, словачко, бугарско и српско женско име. Води порекло од корена „светлост“, а пренесено означава ону „која зрачи, светли, обасјава, која је чиста, беспрекорна“ или „света“.

## Историјат
Име је потврђено у Сопоћанском поменику из 15. и 16. века у Србији. Ово име су преузели Руси, код којих је постало једнако популарно, нарочито након песме (баладе) Светлана (1813) песника Василија Андрејевича Жуковског. Касније је ово име поново постало популарно у Србији под утицајем Русије.

## Имендани
Имендан се слави у више земаља:
| држава   | датум(и)               |
| -------- | ---------------------- |
| Бугарска | 6. фебруар             |
| Чешка    | 20. март               |
| Летонија | 28. септембар          |
| Русија   | 26. фебруар и 2. април |
| Словачка | 15. март               |

## Популарност
Светлана је током 20. века било веома популарно име у Хрватској, посебно средином 60-их година. У јужној Аустралији је ово име 1997, 2000. и 2006. било међу првих 1.000 имена по популарности.

## Изведена имена
Од овог имена изведена су имена Свјетлана, Светланка, Свитлана, Свитка, Светка, Света, Лана и Цеца. Такође постоје мушки облици Светлан, Свјетлан, Светко и Света.